# John McEntee
John McEntee (ur. 12 grudnia 1969) – amerykański muzyk, kompozytor i instrumentalista. John McEntee znany jest przede wszystkim z wieloletnich występów w grupie muzycznej Incantation, w której pełni funkcję wokalisty i gitarzysty. Muzyk pozostaje także jednym członkiem oryginalnego składu. Wcześniej grał w death-thrashmetalowym zespole Revenant. W 1990 roku związał się na krótko z grupą Mortician. W 2001 roku jako muzyk koncertowy współpracował z Immolation. Od 2003 roku wraz z żoną Jill McEntee gra w zespole Funerus. W latach 2007–2009 był członkiem grupy Goreaphobia.
Poza działalnością artystyczną McEntee prowadzi wytwórnię muzyczną Ibex Moon Records. Firma wydała płyty takich zespołów jak: Hell-Born, Thornafire, Bloody Sign, Lifeless, Nominon, Asphyx, Dawn of Azazel, Master, Fatalist czy Banished From Inferno.